# Surrey (Dakota del Nord)
Surrey è un centro abitato (city) degli Stati Uniti d'America, situato nella Contea di Ward, nello Stato del Dakota del Nord. Nel censimento del 2000 la popolazione era di 917 abitanti. La città è stata fondata nel 1900. Appartiene all'area micropolitana di Minot.

## Geografia fisica
Secondo i rilevamenti dell'United States Census Bureau, la località di Surrey si estende su una superficie di 2,50 km², tutti occupati da terre.

## Popolazione
Secondo il censimento del 2000, a Surrey vivevano 917 persone, ed erano presenti 260 gruppi familiari. La densità di popolazione era di 364 ab./km². Nel territorio comunale si trovavano 313 unità edificate. Per quanto riguarda la composizione etnica degli abitanti, il 97,27% era bianco, l'1,85% era nativo, lo 0,33% proveniva dall'Asia e lo 0,55% apparteneva a due o più razze. La popolazione di ogni razza ispanica corrispondeva allo 0,87% degli abitanti.
Per quanto riguarda la suddivisione della popolazione in fasce d'età, il 34,5% era al di sotto dei 18, il 6,8% fra i 18 e i 24, il 34,5% fra i 25 e i 44, il 19,3% fra i 45 e i 64, mentre infine il 5,0% era al di sopra dei 65 anni di età. L'età media della popolazione era di 32 anni. Per ogni 100 donne residenti vivevano 102,4 maschi.